# Кэти Перри
Кэ́трин Эли́забет Ха́дсон (англ. Katheryn Elizabeth Hudson), более известная как Кэ́ти Пе́рри (англ. Katy Perry; род. 25 октября 1984, Санта-Барбара, Калифорния), — американская певица, композитор, автор песен, актриса, посол доброй воли ООН.
В апреле 2007 года Перри подписала контракт со звукозаписывающей компанией Capitol Records. Она стала широко известна во всем мире после выхода сингла «I Kissed a Girl» и альбома One of the Boys в 2008 году. Последующие синглы «Hot n Cold» и «Waking Up in Vegas» также пользовались широкой международной популярностью. Третий альбом Перри Teenage Dream вышел в сентябре 2010 года. С него было выпущено 6 синглов, 5 из которых достигли вершины США: «California Gurls», «Teenage Dream», «Firework», «E.T.», «Last Friday Night (T.G.I.F.)». Альбом Teenage Dream является первым альбомом среди исполнительниц, где пять синглов дошли до первой строчки чарта Billboard Hot 100 и вторым альбомом после Bad Майкла Джексона. В марте 2012 года Перри переиздала Teenage Dream под названием Teenage Dream: The Complete Confection. Первый сингл «Part of Me» дебютировал на первой строчке Billboard Hot 100. Он также возглавлял чарты Великобритании, Канады и Новой Зеландии. Её четвёртый альбом Prism вышел в октябре 2013 года. Он возглавил национальный альбомный чарт Billboard 200 в первую неделю продаж, а первый сингл «Roar» был мировым хитом, возглавив 17 чартов.
Перри является обладательницей многочисленных наград, в том числе она была тринадцать раз номинирована на премию «Грэмми». В 2012 году музыкальное издание Billboard назвало её женщиной года. Она продолжает оставаться единственным артистом, кому удавалось провести 69 последовательных недель в лучшей десятке чарта Billboard Hot 100. Перри также названа третьим лучшим артистом цифровой эпохи, согласно статистике RIAA. Она также выпустила собственную парфюмерную линию: Purr, Meow, Killer Queen. В конце июля 2011 года Перри присоединилась к проекту «Смурфики», озвучив главную героиню — Смурфетту. Billboard поставил Перри на 14 место в обзоре самых высокооплачиваемых музыкантов 2011 года. В начале июля 2012 года она выпустила автобиографический документальный фильм «Кэти Перри: Частичка меня», в котором повествуется о последнем концертном туре The California Dreams Tour. На ноябрь 2013 года Перри продала 12 миллионов альбомов и 81 миллион синглов во всем мире.

## Биография
Кэти Перри родилась в Санта-Барбаре, штат Калифорния. И отец, и мать Кэти — проповедники-евангелисты. Она второй ребёнок в семье. Кэти окончила Dos Pueblos High School в Голете, Калифорния в 2003 году, в скором времени она переехала в Лос-Анджелес. Тогда ей было 19 лет. В подростковом возрасте, она изменила свою фамилию на Перри, так как имя «Katy Hudson» слишком походило на Кейт Хадсон. Перри — это девичья фамилия её матери. На музыку Кэти Перри оказали влияние Queen, Nirvana, Аланис Мориссетт, Heart, Джони Митчелл, Incubus.

## Музыкальная карьера

### 1999—2006:Katy HudsonиThe Matrix
15-летнюю Перри, поющую в церковном хоре, заметили современные рок-исполнители из Нэшвилла, которые предложили ей развить навыки авторства песен. В декабре 1999 года Перри получила полное среднее образование после первого семестра в Dos Pueblos High School, решив оставить школу в погоне за музыкальной карьерой. Перри изучала краткий курс итальянской оперы в Music Academy of the West. В Нэшвилле Перри начала записывать демо и брать уроки у ветеранов кантри-музыки, развиваясь в плане авторства песен и игры на гитаре. Перри подписала контракт с лейблом христианской музыки Red Hill Records. Она записала и выпустила свой дебютный альбом под названием Katy Hudson 8 февраля 2001 года. С пластинки вышло два сингла: «Trust In Me» и «Search Me». В поддержку альбома Перри приняла участие в рамках тура The Strangely Normal Tour, выступив на разогреве у Фила Джоуля и LaRue. Пластинка Katy Hudson не пользовалась коммерческим успехом, однако получила преимущественно положительные отзывы от музыкальных критиков, которые хвалили её талант. Альбому не удалось стать популярным, поскольку звукозаписывающая компания Red Hill Records обанкротились в декабре 2001 года.
Семнадцатилетняя Перри переехала жить в Лос-Анджелес, где начала работу с Гленом Баллардом в рамках её контракта с Island Records.
В 2004 году Кэти объединилась с командой The Matrix, которая была номинирована на «Грэмми» и резюме которой включало сотрудничество с Аврил Лавин, Шакирой и Korn. The Matrix строили планы относительно записи совместного альбома вместе с Перри. Проект, в конечном счёте, был отложен. Перри появилась в 2004 году в рецензии журнала Blender, который описывал её как «The Next Big Thing!». В интервью Кэти заявила, что она не была «типичной христианкой», упоминая, что она сделала «много плохих вещей» в юности.
В 2005 году Перри записала композицию «Simple», продюсером которой выступил Глен Баллард. Песня вошла в альбом-саундтрек к фильму «Джинсы-талисман».

### 2007—2009: Мировой прорыв с альбомомOne of the Boys

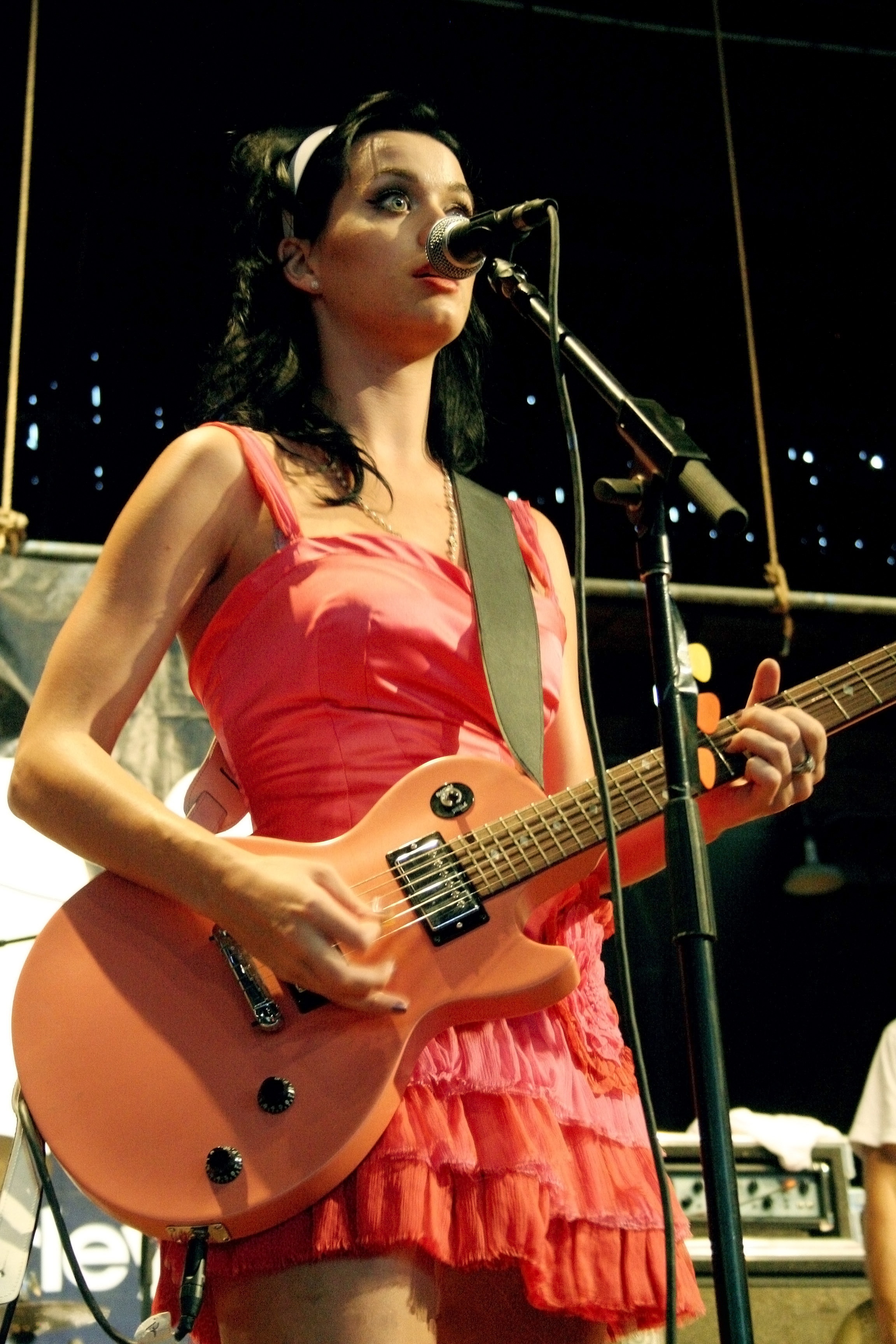
Выступление Перри, июль 2008

После разрыва контракта с Columbia Records в 2006 году, исполнительный продюсер компании Анжелика Коб-Бэйлер выдвинула кандидатуру Перри на рассмотрение Джексону Флому, председателю звукозаписывающей компании Virgin Records. На тот период времени, Флом занимался поиском молодых талантов и собирался создать музыкальный проект, который в перспективе мог стать всемирно популярным. Несмотря на неоднозначную реакцию со стороны коллег по Virgin Records, он убедился, что у Перри есть задатки звезды и она могла бы стать настоящим прорывом. В начале 2007 года, в результате длительных переговоров с представителями лейбла Columbia Records, был заключен контракт между Перри и новой звукозаписывающей компаний Capitol Music Group. В интервью для издания Blender исполнительница описала свои чувства относительно процесса подписания соглашения с лейблом:
В первый раз, когда со мной заключили контракт, я сидела с тремя другими девочками, с которыми тоже заключили контракт в то же самое время. Они [звукозаписывающая компания] усадили нас и сказали, «Возможно одна из Вас когда-либо будет звездой. Остальные трое могут вернуться в среднюю полосу Америки и рожать детей».
Оригинальный текст (англ.)The first time I got signed, they brought me in a room with three other girls they signed at the same time. They sat us down and said, ‘Maybe one of you will ever make a record. The other three can go back to Middle America and pop out babies.
Частью сделки являлся полный контроль материала Перри, которые записывался для неизданного альбома во время её контракта с Columbia Records. Впоследствии этот материал вошёл в её дебютный альбом One of the Boys. Флом отметил, что материал, записанный в сотрудничестве на предыдущем лейбле, очень сильный, но этого недостаточно для успеха на американских и мировых радиостанциях. Для создания более атмосферного и качественного звучания был привлечён продюсер Dr. Luke, с которыми Перри написала композиции «I Kissed a Girl» и «Hot n Cold». Создание нового образа Перри являлось одной из непосредственных задач её менеджмента. Рекламная кампания была начата 20 ноября 2007 года, когда было выпущено видео на композицию «Ur So Gay», которое было направлено на внедрение материала Перри на музыкальный рынок. Был также выпущен мини-альбом во главе с «Ur So Gay» для создания шумихи в Интернет-сфере и прессе. «Ur So Gay» с его текстом и видео был обвинён в предполагаемой гомофобии. Это был успешный шаг для начинающей исполнительницы, поскольку её заметила Мадонна, упомянув песню «Ur So Gay» в интервью для радиостанции KISS FM.

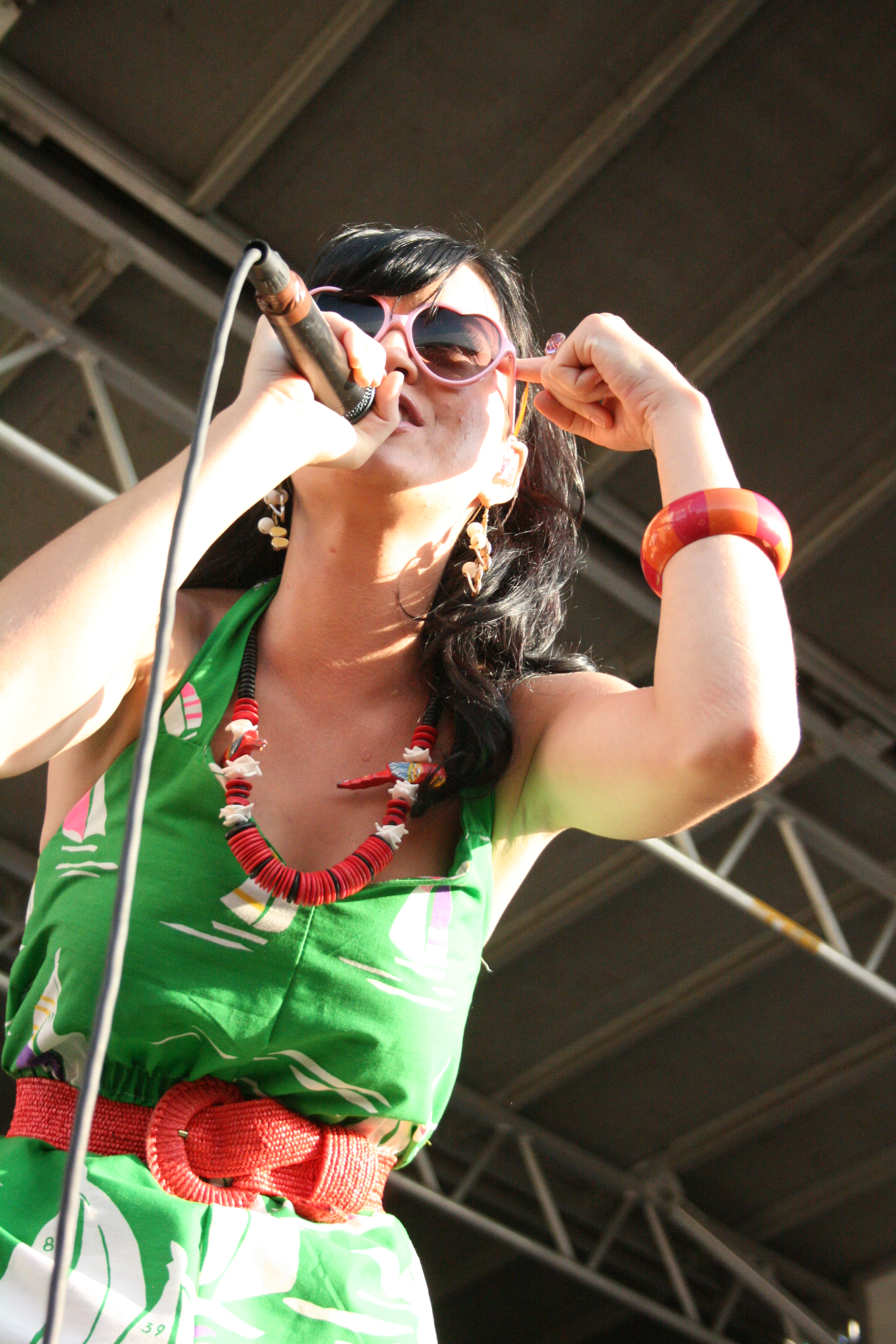
Выступление Перри в Warped Tour, август 2008

На следующем этапе рекламной кампании Перри провела двухмесячный тур по радиостанциям. Первый официальный сингл «I Kissed a Girl» был выпущен 8 мая 2008 года. Старший вице-президент промоушена Capitol Records Денниз Риз попыталась начать радиоротацию сингла с маленьких национальных радиостанций. Первой радиостанцией, где был предпринят такой ход, стала станция The River в Нэшвилле. После трёх дней активной ротации, радиостанция была завалена восторженными звонками слушателей. 12 июня 2008 года Перри приняла участие в съёмках сериала Молодые и дерзкие. Также исполнительница выступила в качестве бэк-вокалистки в композиции «Another Night in the Hill» Гэвина Россдейла, которая позже вошла в его дебютный альбом Wanderlust. «I Kissed a Girl» стала настоящим прорывом в поп-музыке. Она возглавляла семь недель Billboard Hot 100, а также заняла первую строчку в чартах 20 стран. Музыкальное видео на «I Kissed a Girl» было представлено 21 мая 2008 года на страничке Перри в социальной сети MySpace.
Дебютный альбом Перри получил название One of the Boys и был выпущен 17 июня 2008 года. Он получил неоднозначные критические отзывы. Альбом дебютировал на 9 строчке альбомного чарта Billboard 200 с недельными продажами в 47 тысяч копий. One of the Boys получил платиновую сертификацию от RIAA, общие продажи во всем мире превысили 5 миллионов копий.
В Великобритании Перри осудили за то, что она позировала с лезвием на одной из рекламных фотографий к альбому. Это вызвало гнев у людей, выступающих против насилия, поскольку в Лондоне происходит большое количество ножевых нападений. По словам певицы, фотография должна была лишь отобразить жесткую сексуальность Перри и её не планировали использовать для обложки альбома.
В августе 2008 Перри опровергла слух, что её родители были против её музыкальной карьеры, заявив, что «они поддерживают меня». Также она добавила, что родители «не совсем» были удивлены её песней «Ur So Gay». «Hot n Cold» была выпущена вторым синглом с альбома и достигла третьей строчки в Billboard Hot 100. Песня возглавляла российский радиочарт Tophit в течение двух недель, а сама Перри стала первым американским артистом, который занимал верхнюю строчку данного рейтинга. В том числе композиция возглавила чарты Германии, Дании, Канады. Перри приняла участие в туре Warped Tour, выступления в рамках которого прошли в Европе. Позже Перри выступала в собственном туре Hello Katy Tour, который прошёл в январе 2009. Композиция «I Kissed a Girl» принесла Перри номинацию на престижную премию «Грэмми» в номинации «Лучшее женское вокальное поп-исполнение». Она была номинирована в пяти номинациях на MTV Video Music Awards 2008, но проиграла Бритни Спирс с видеоклипом Piece of Me. Перри победила в номинации «Лучший новый исполнитель» на церемонии MTV Europe Music Awards 2008, где она также была ведущей.

### 2010—2012:Teenage Dream

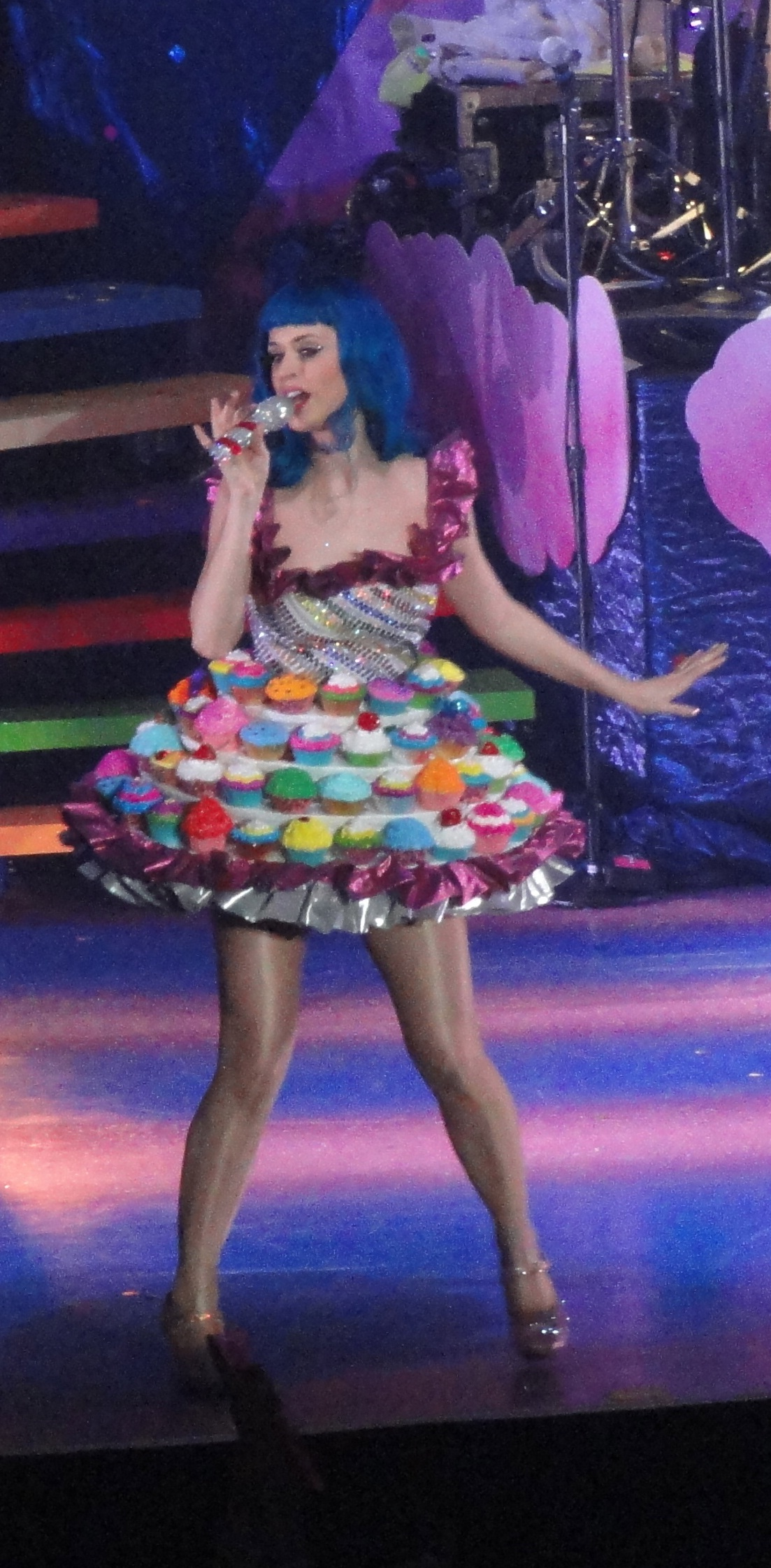
Перри исполняет «California Gurls» в туре California Dreams Tour, 2011 год

Осенью 2009 года певица вернулась в студию и начала работать над новым материалом для третьего студийного альбома. Перри признавалась, что главной целью для неё было сохранить интерес аудитории к её музыке. На тот период исполнительница не выпускала собственных синглов, но приняла участие в качестве приглашённого артиста в композициях «Starstrukk» американской группы 3OH!3 и «If We Ever Meet Again» совместно с Тимбалэндом. Обе песни имели значительный коммерческий успех в Европе и Австралии. Перри намеревалась принять участие в записи альбома «Plastic Beach» Gorillaz, однако участники группы отказались от такой возможности.
В мае 2010 года Кэти выпускает сингл «California Gurls» при участии рэпера Snoop Dogg. Сингл стал мировым хитом и был продан в количестве 8,5 миллиона цифровых загрузок в мире. «California Gurls» продержалась на 1 месте в американском чарте 6 недель. Она также возглавила чарты Великобритании, Канады, Австралии, Новой Зеландии. Издание Billboard поставило песню на первое место в рейтинге 30 самых великих летних хитов. В июле вышел второй сингл «Teenage Dream» из предстоящего одноимённого альбома, который также возглавил американский чарт и продержался на первом месте 2 недели. После выхода двух синглов в августе состоялась премьера третьего альбома Кэти Teenage Dream. Альбом стартовал на первом месте в США, Канаде, Великобритании и других странах. В поддержку альбома Кэти отправилась в мировой тур California Dreams Tour. Для дальнейшего промоушена альбома Кэти выпускает третий сингл «Firework», который попал на первое место в Billboard Hot 100, став четвёртым синглом для Перри, возглавляющим этот чарт. Видеоклип на песню стал одним из самых просматриваемых за всю историю на видеохостинге YouTube.

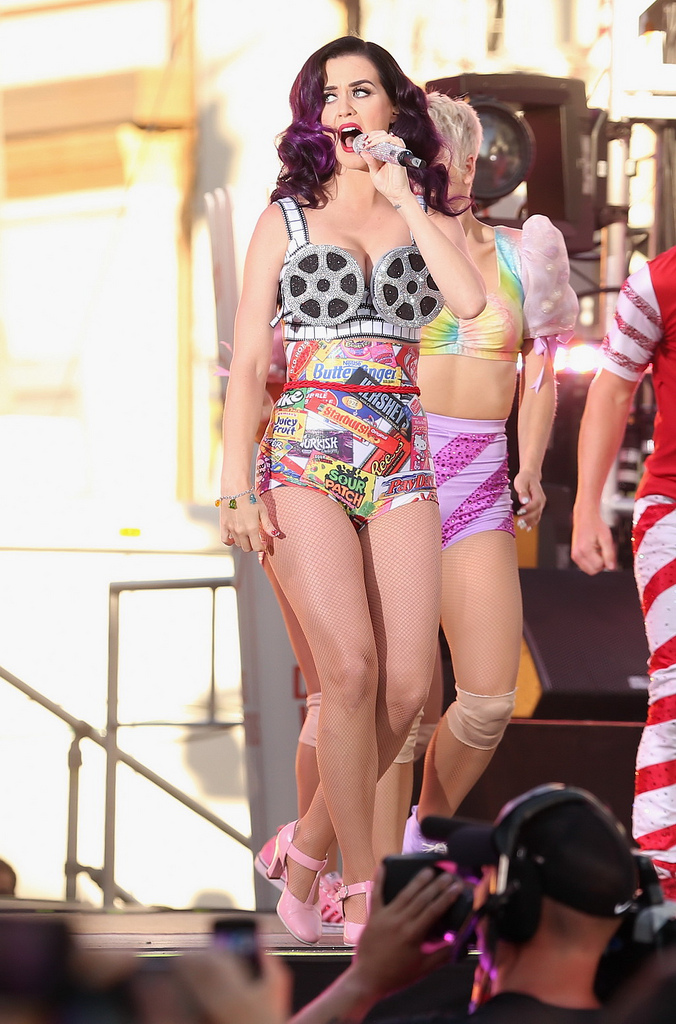
Перри на премьере фильма «Кэти Перри: Частичка меня», 2012 год

Из-за высокого уровня интернет-продаж песню «E.T.» решили выпустить в качестве сингла, но в другой версии. Для записи был приглашён рэпер Канье Уэст. Версия с Канье Уэстом не была включена в оригинальное издание альбома, но включена в его переиздание Teenage Dream: The Complete Confection. Сингл занял первое место в американском чарте и удерживал его 5 недель. Таким образом, все 4 сингла из альбома заняли первое место в американском чарте. На песню был снят видеоклип в футуристическом стиле, содержащий сюрреалистические образы. Критики восторженно приняли работу, назвав её запоминающейся и оригинальной.
6 июня 2011 года было анонсировано, что пятым синглом из альбома Teenage Dream станет композиция «Last Friday Night (T.G.I.F.)». Песня стала большим хитом, в том числе она возглавила американский чарт Billboard Hot 100. Capitol Records приняли решение издать песню в качестве ремикса с хип-хоп исполнительницей Мисси Эллиотт, благодаря чему цифровые продажи песни выросли и сингл занял лидирующую строчку в Hot 100. В клипе присутствовали такие известные люди, как саксофонист Кенни Джи, восходящая интернет-звезда Ребекка Блэк и актёры из сериала «Хор» Кевин Макхейл и Даррен Крисс.

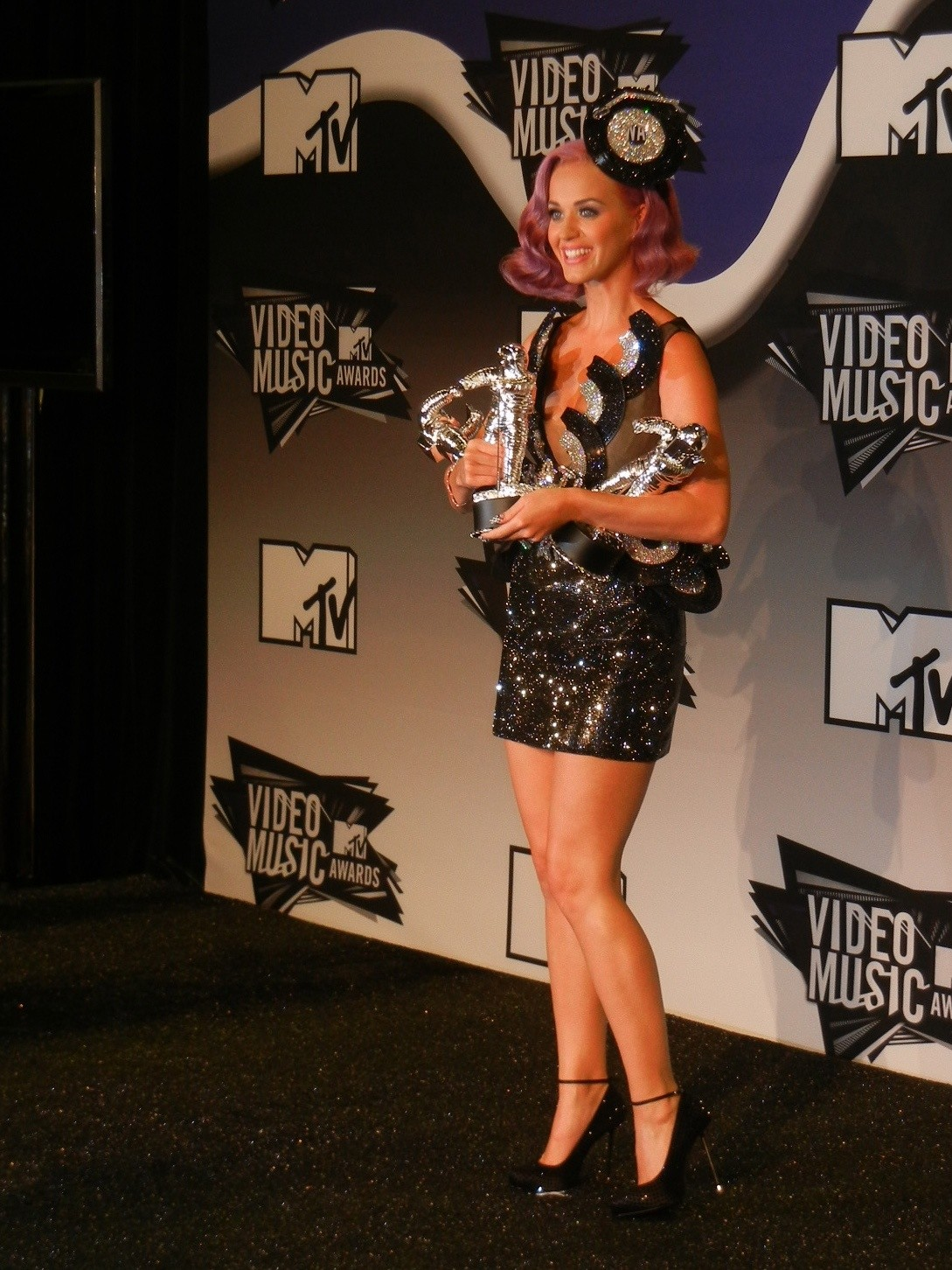
Перри на пресс-конференции по случаю объявления победителей MTV Video Music Awards, август 2011

Одновременно, Кэти Перри стала первой женщиной (и вторым исполнителем в истории после Майкла Джексона), из одного альбома которой, Teenage Dream, сразу пять синглов возглавляли главный чарт Соединённых Штатов. На церемонии MTV Video Music Awards 2011 Перри была представлена сразу в 10 номинациях. Певица стала первым исполнителем, 4 видеоклипа которого были номинированы на премию одновременно. Исполнительница выиграла в номинации «Видео года» за видеоклип «Firework». Композиция «The One That Got Away» стала шестым синглом из альбома Teenage Dream, но ко всеобщему удивлению, не смогла достичь первого места.
В конце декабря 2011 года стало известно, что Бренд подал на развод с Перри. В качестве основной причины указывались «непримиримые разногласия». На небольшой период исполнительница ушла из поля зрения прессы.
В январе 2012 года некоторые интернет-магазины анонсировали выход переиздания альбома Teenage Dream, которое получило новое название Teenage Dream: The Complete Confection. Изначально поклонники и журналисты заподозрили, что новость является выдуманной, но позднее это подтвердил менеджмент исполнительницы. В качестве первого сингла была выбрана песня «Part of Me», демо которой было выложено в Интернет в декабре 2010 года. С композицией Перри впервые выступила на церемонии «Грэмми». Выступление получило положительную реакцию критики. Некоторые назвали его одним из лучших выступлений Перри за всю карьеру. 3 марта 2012 года сингл «Part of Me» дебютировал на первом месте Billboard Hot 100, став 7-м синглом номер один в карьере Кэти. Billboard при этом сообщил, что лидерство «Part of Me» в Hot 100 никаким образом не повлияет на рекорд Майкла Джексона. Песня будет считаться #1 из переиздания Teenage Dream: The Complete Confection, а не из оригинального издания. Съёмки клипа проходили в Корпусе морской пехоты США в Оделаиде.
В июле 2012 года Кэти Перри презентовала автобиографический фильм «Кэти Перри: Частичка меня», который содержал в себе выступления в рамках её мирового тура «California Dreams Tour». Дистрибьютором фильма в Северной Америке выступила компания Paramount Pictures. Картина «Частичка меня» получила умеренные отзывы критиков. Марк Шеннон из Boston Globe заявил, что «Как говорилось в названии, „Частичка меня“ — один из аспектов души Перри, но её поклонники могут не досмотреть кино, ожидая от него большего», а Оуэн Глейберман из Entertainment Weekly высказал мнение, что «Фильм старательно пытается доказать, что он не просто гламурная реклама, и одной из причин этого является поразительная история, которую рассказывает Перри». Кассовые сборы фильма были ниже ожидаемых. Картина заняла восьмое место в первый уик-энд проката и принесла примерно 7,1 миллиона долларов.
Заключительным синглом стала композиция «Wide Awake», которая официально вышла 22 мая 2012 года. Песня была номинирована на премию «Грэмми» в номинации «Лучшее сольное поп-исполнение», однако проиграла Адель с живым исполнением песни «Set Fire to the Rain».

### 2013—2015:Prismи Супер Боул XLIX

Перри на церемонии NRJ Music Awards, 2013 год

Осенью 2012 года для издания Billboard Перри дала интервью, в котором раскрыла несколько особенностей её нового альбома Prism. Она продумала обложку, стилистику композиций, выбрала общий тон пластинки. Но при этом она не хотела создать Teenage Dream 2.0., заявив, что «это было бы глупо и неинтересно». Перри взяла небольшой перерыв в музыкальной карьере после выхода её автобиографического фильма «Кэти Перри: Частичка меня». Она начала работу над новым альбомом в ноябре 2012 года и завершила в июле 2013 года. Все песни из альбома написаны самой певицей в соавторстве с другими композиторами. Перри также озвучила Смурфетту в мультфильме «Смурфики 2», который был выпущен 31 июля 2013 года. Сам мультфильм, как и его предыдущая часть, получили негативную реакцию критиков. Также Перри исполнила вокальную партию в композиции «Ooh La La» Бритни Спирс.
Третий парфюм Перри получил название Killer Queen и был официально выпущен в августе 2013 года при участии компании Coty. Песня «Roar» стала первым синглом из альбома Prism и вышла 10 августа 2013 года. За два дня до официального релиза песня была выложена в Интернет, поэтому Capitol Records приняли решение о немедленном выпуске сингла. Песня достигла первой строчки в чарте Billboard Hot 100, став восьмым синглом певицы, который достиг вершины чарта. Перри записала дуэт «Who You Love» со своим бойфрендом Джоном Мейером для его шестого альбома Paradise Valley. Песня стала доступна для покупки после выхода альбома Мейера 20 августа 2013 года. Перри впервые исполнила «Roar» 25 августа на закрытии церемонии MTV Video Music Awards. Выступление прошло под Бруклинским мостом и получило положительные отклики критиков.
«Unconditionally» стала вторым синглом из альбома Prism и была выпущена 16 октября 2013 года. «Unconditionally» является любимой композицией Перри с альбома. Песня заняла 14 строчку в Billboard Hot 100, став первым синглом Перри за последние 5 лет, которая не вошла в лучшую десятку чарта. На следующий день Prism был доступен для прослушивания. Альбом вышел 18 октября в Словении, Италии и Ирландии, но во всём мире релиз состоялся 22 октября 2013 года. В США альбом дебютировал на первой строчке в альбомном чарте Billboard 200, за первую неделю было продано 286 тысяч копий. В этот же день Перри исполнила несколько песен из Prism в iHeartRadio Theater в Лос-Анджелесе. 10 ноября она выступила с синглом «Unconditionally» на церемонии MTV Europe Music Awards. 24 ноября Перри исполнила песню на American Music Awards в образе гейши. Выступление получило негативную реакцию журналистов, некоторые обвинили исполнительницу в расизме. 15 декабря «Dark Horse» была выпущена третьим синглом из альбома Prism, поскольку была очень успешна в плане продаж. В январе 2014 года Мадонна назначила Перри куратором её проекта Art for Freedom.

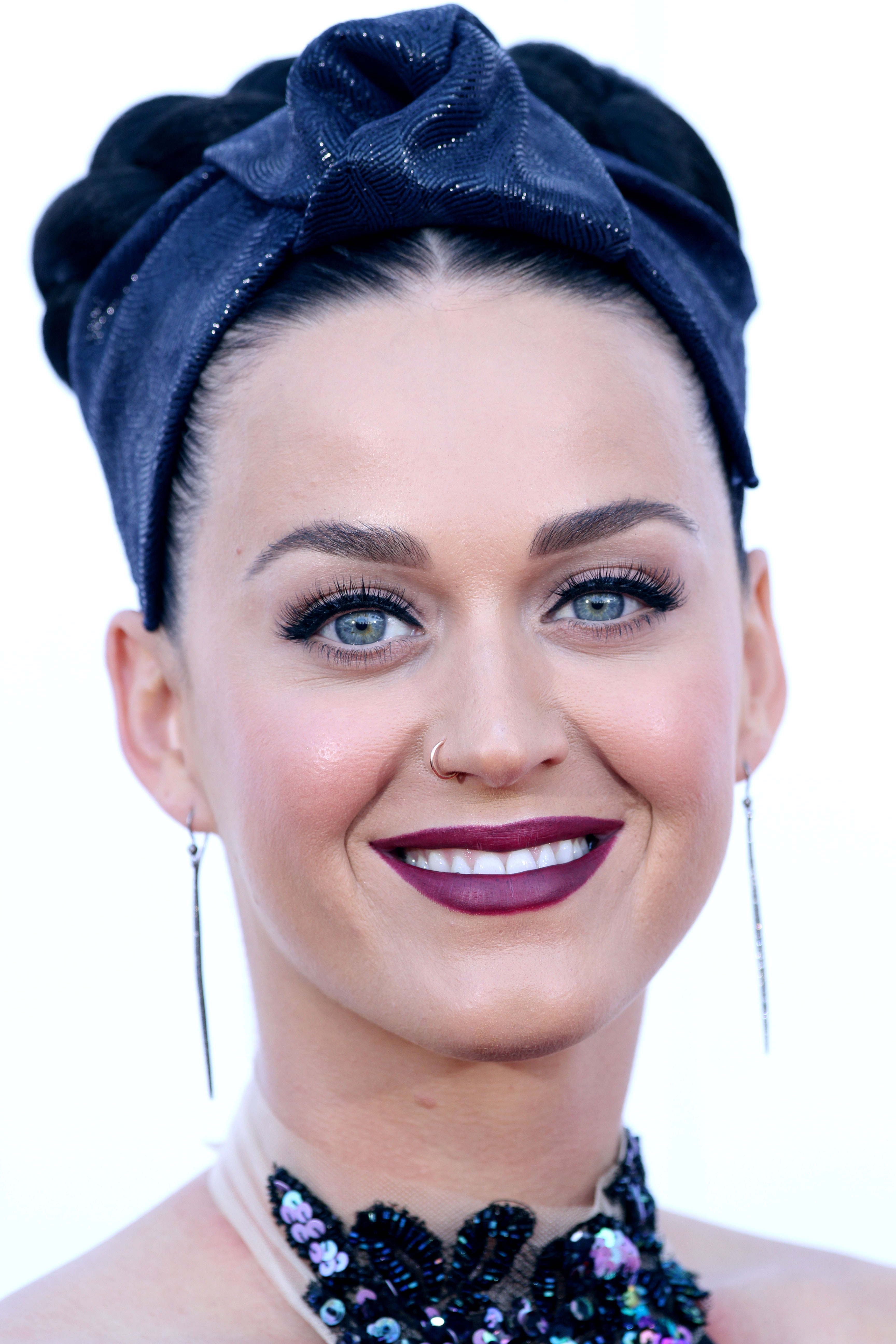
Перри на церемонии ARIA Music Awards, 2014 год

Мировой тур Prismatic World Tour в поддержку альбома Prism начался 7 мая 2014 года в Белфасте, Северная Ирландия при участии группы Icona Pop. Первая часть турне прошла в Шотландии и Великобритании. Билеты в Глазго, Белфасте и Лондоне были моментально раскуплены в первые часы с момента открытия продаж. Также исполнительница дала два дополнительных выступления в Великобритании: в Манчестере и Бирмингеме. В марте Перри анонсировала выступления в Австралии и Новой Зеландии.
Композиция «Roar» была выдвинута в двух номинациях на престижную музыкальную премию Грэмми, включая главную номинацию «Песня года», однако победу одержала новозеландская исполнительница Лорд с песней «Royals». Позже «Dark Horse» достигла первой строчки в американском чарте Billboard Hot 100. Таким образом, Перри стала единственным артистом, чьи синглы занимали первую строчку в чарте Billboard Hot 100 каждый год в этом десятилетии. В начале февраля 2014 Международная федерация производителей фонограмм поставила Перри на пятое место среди исполнителей 2013 года. Она стала самой популярной исполнительницей в данном рейтинге. 17 июня 2014 года Кэти анонсировала создание собственного лейбла Metamorphosis Music.

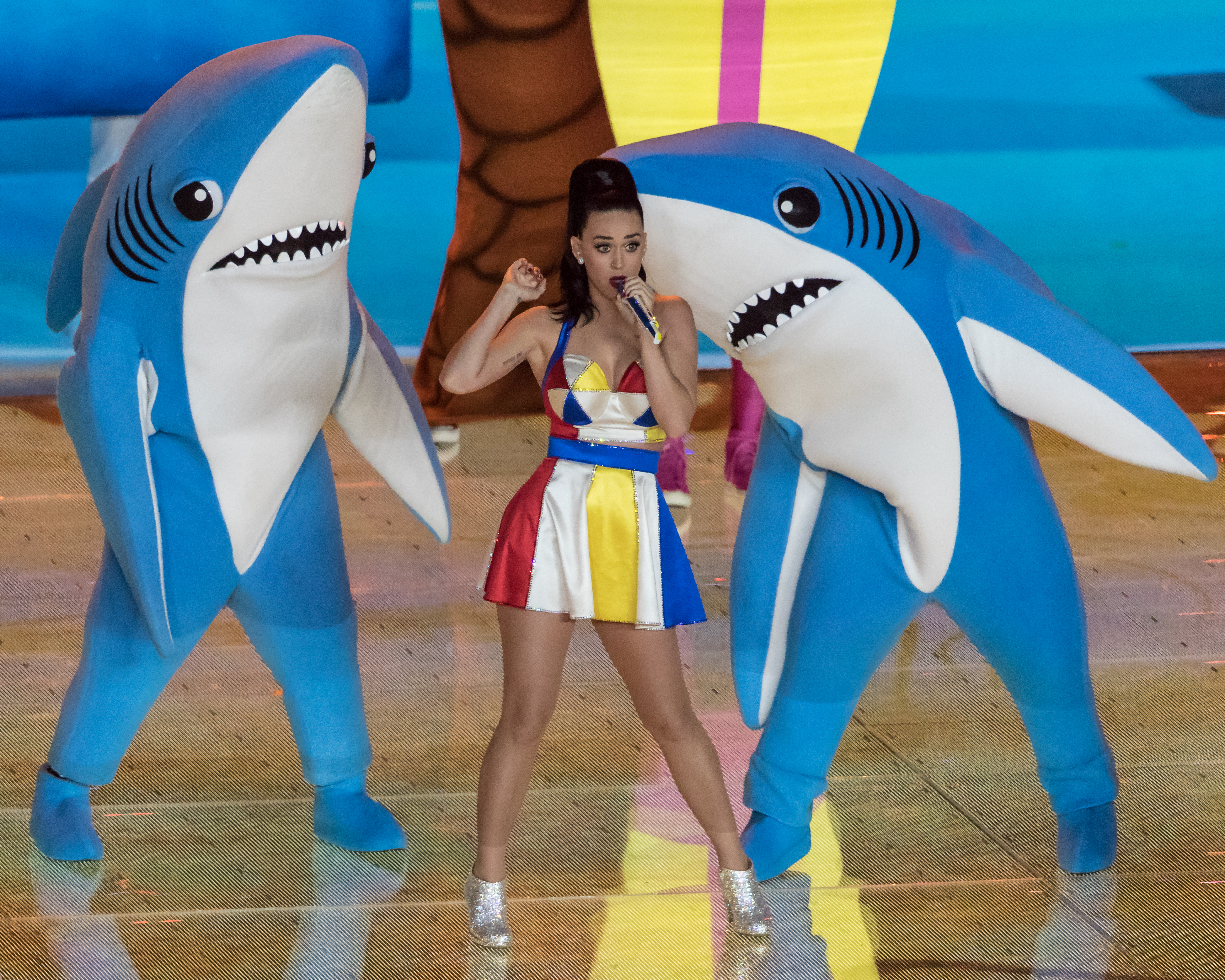
Кэти во время перерыва Супербоула XLIX

1 февраля 2015 года Кэти выступила на Шоу во время перерыва между таймами Супер Боула XLIX. Она исполнила попурри из песен «Roar», «Dark Horse», «I Kissed a Girl» совместно с Ленни Кравицем, «Teenage Dream», «California Gurls», «Firework». Музыкальным гостем стала американская хип-хоп исполнительница Мисси Эллиотт. Выступление, ставшее самым масштабным за всю карьеру исполнительницы, получило наиболее благосклонную реакцию критики и общественности за весь период её творчества. Выступление стало самым успешным в истории Супер Боула и было номинировано на премию Эмми в двух категориях — «Выдающаяся короткометражная развлекательная программа в прямом эфире» и «Лучший свет».
Джеймс Монтгомери из Rolling Stone похвалил вокал певицы, охарактеризовав его как «победоносный». Он также положительно отметил появление Мисси Эллиотт, которая добавила «волнующие вибрации» в общий фон шоу.
В феврале 2015 Перри сообщила в интервью для британского Elle о работе над своим следующим альбомом:
«Я всегда хотела выпустить две пластинки — акустическую и танцевальную. One of the Boys был слишком навеян поп-роком, написанным под влиянием альтернативной музыки, в духе No Doubt. Но два последние альбома (Teenage Dream и Prism) были в стиле поп-музыки. Prism имела более электронное звучание. Следующая пластинка обязана быть другой. Думаю, мне действительно нужно изменить направление».Оригинальный текст (англ.)There have always been two records I want to make; the acoustic record and the dance record. [‘One of the Boys’] was very pop-rock, more alternative influences, very No Doubt. But the last two [‘Teenage Dream’ and ‘Prism’] were so pop heavy. ‘Prism’ has a more electronic influence. The next record does have to be different. I think that I’m gonna really have to reroute.
10 июня 2015 года Перри стала лицом компании Moschino. 29 июня 2015 года издание Forbes назвало Перри самым высокооплачиваемым музыкантом с суммарным заработком в 135 миллионов долларов. Певица разместилась на третьем месте в рейтинге «The World’s Highest-Paid Celebrities». В ноябре 2015 года музыкальное издание Billboard поместило Перри на 24-е место в рейтинге величайших артистов чарта Billboard Hot 100.

### 2016—2019:Witness,American Idolи прочие синглы

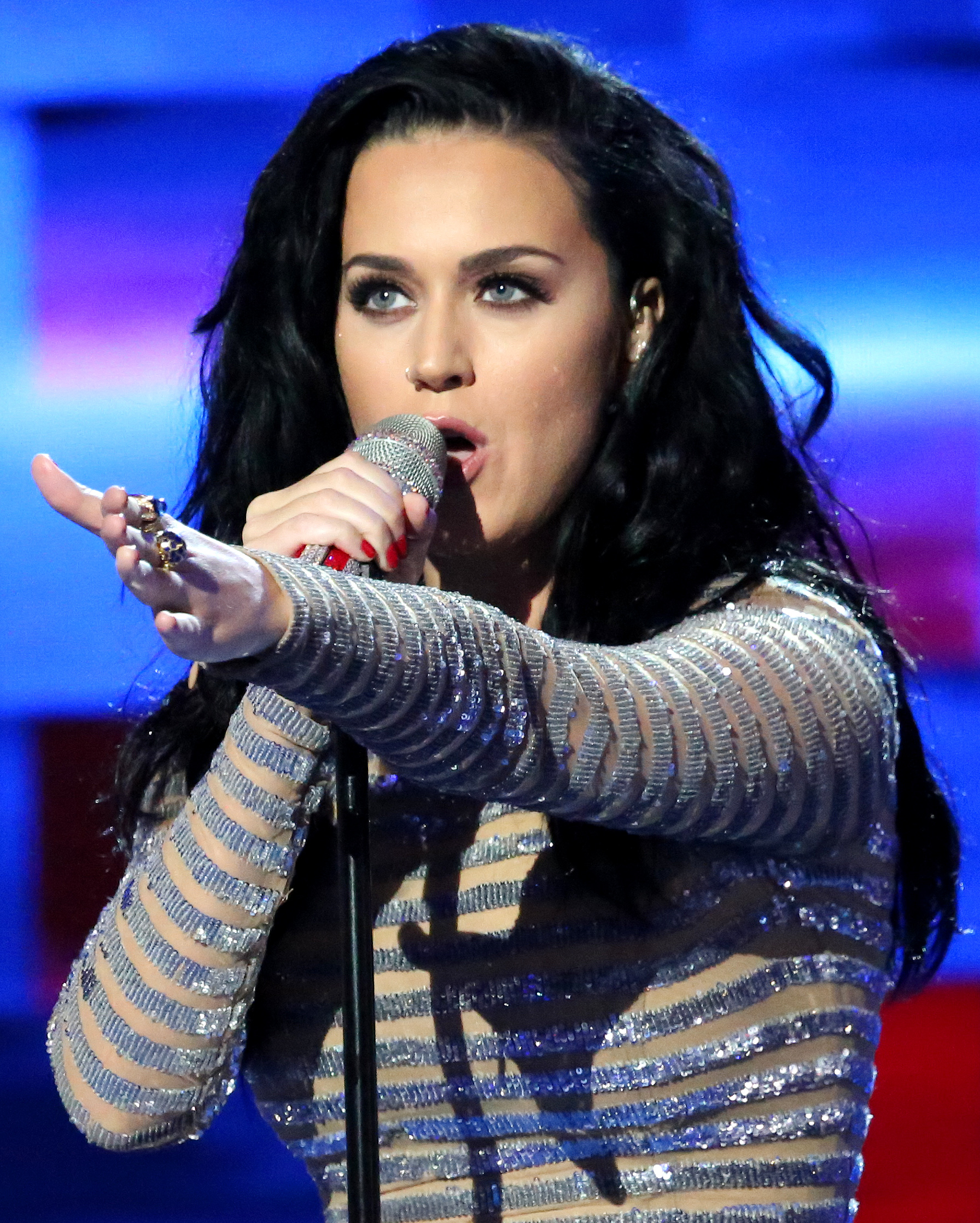
Кэти на съезде Демократической партии США в 2016 году

14 июля 2016 года состоялась премьера песни «Rise», которая стала официальным гимном Летних Олимпийских игр 2016.
10 февраля 2017 года Кэти Перри выпустила сингл «Chained To The Rhythm». 12 февраля Кэти выступила на 59 церемонии «Грэмми», на «BRIT Awards» 22 февраля, а 5 марта на премии «iHeartRadio Music Awards» с новой песней. 28 апреля состоялась премьера второго сингла с нового альбома — «Bon Appétit», записанная при участии хип-хоп группы Migos. 19 мая Кэти Перри представила свою новую песню «Swish Swish», в записи которой также приняла участие Ники Минаж.
Выход пятого студийного альбома певицы под названием Witness состоялся 9 июня 2017 года. Альбом получил смешанные отзывы критиков. Пластинка дебютировала на первой строчке альбомного чарта США. В день выхода альбома Кэти начала трёхдневную прямую трансляцию «Katy Perry Live: Witness World Wide», в которой зрители могли наблюдать за жизнью певицы. Импровизированное реалити-шоу собрало у экранов более 49 миллионов человек из 190 стран мира. Мировое турне в поддержку альбома, Witness: The Tour стартовало в Северной Америке 7 сентября 2017 года. Турне завершилось в августе 2018 года, за 113 концертов певица заработала 138 724 000 долларов.
Также Кэти приняла участие в записи песни Кельвина Харриса «Feels», предназначенной для альбома Funk Wav Bounces Vol. 1. 16 июня 2017 года состоялась премьера песни.
27 августа 2017 года состоялась церемония MTV Video Music Awards, где Кэти Перри стала ведущей, а также она и Ники Минаж впервые вместе исполнили песню «Swish Swish». 20 декабря состоялся релиз видеоклипа на песню «Hey Hey Hey», по сообщениям самой певицы этот клип стал подарком фанатам на Рождество.

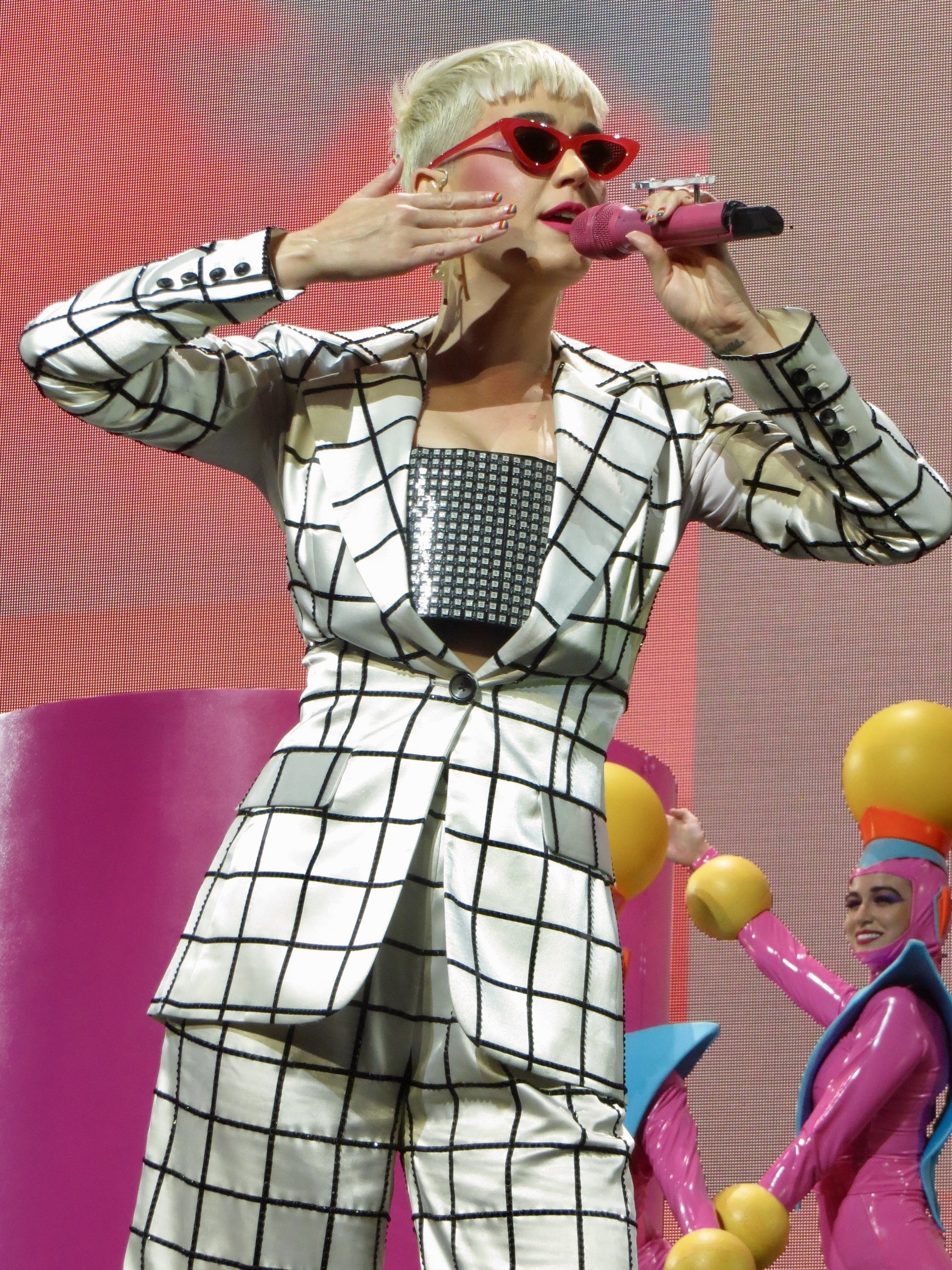
Кэти во время концерта в рамках тура «Witness: The Tour» в 2018 году

В марте 2018 вышел 16 сезон американского шоу талантов American Idol, где Кэти стала одной из судей. Перри появилась в этой же роли в 17 сезоне шоу, премьера которого состоялась в 2019 году.
2 ноября 2018 состоялась премьера песни «Waving Through A Window» в исполнении Кэти. Композиция вошла в делюкс-издание сборника саундтреков к мюзиклу «Дорогой Эван Хэнсен». 15 ноября поп-дива представила рождественскую песню «Cozy Little Christmas», записанную эксклюзивно для сервиса «Amazon Music». Песня получила положительные отзывы критиков, а также смогла возглавить чарт Adult Contemporary. В декабре Кэти записала песню «Immortal Flame», которая стала саундтреком к мобильной игре Final Fantasy Brave Exvius.
В 2018 году Кэти Перри вновь возглавляла список самых высокооплачиваемых певиц в мире по версии журнала Forbes, её годовой доход составил более восьмидесяти миллионов долларов.
Перри заявила, что не собирается устраивать долгий перерыв перед выпуском нового альбома, и что она уже записывает новый материал в студии. В интервью журналу Paper Кэти заявила, что решила получить высшее образование и даже начала посещать курсы для взрослых студентов в Оксфорде, приоритетным направлением она выбрала историю.
10 февраля 2019 года на 61-й церемонии «Грэмми» Кэти Перри выступила с трибьютом Долли Партон вместе с Майли Сайрус и Кейси Масгрейвс, издания Billboard и Washington Post назвали его лучшим за всю церемонию.
14 февраля состоялась премьера совместной песни и видеоклипа Кэти Перри и диджея Zedd — «365». 19 апреля был выпущен ремикс на песню Дэдди Янки «Con Calma», записанный при участии Кэти Перри. В тот же день состоялась премьера благотворительного сингла «Earth» Лил Дикки, в записи которого, помимо плеяды артистов, приняла участие и Кэти.
31 мая 2019 года состоялся релиз сингла «Never Really Over». В июне 2019 года приняла участие в съёмках видеоклипа Тейлор Свифт на песню «You Need to Calm Down». В конце июня в интервью радиостанции NRJ певица заявила, что не планирует выпуск альбома в ближайшее время.
В июле 2019 года Перри стала ответчиком в суде: рэпер Flame подал иск к певице и лейблу, он утверждал, что композиция «Dark Horse» очень похожа на его композицию «Joyful Noise» 2008 года. Несмотря на все усилия адвокатов, певица всё же была признана виновной в плагиате. Суд постановил, что в её песне используется бит из композиции «Joyful Noise». Перри обязуется выплатить рэперу более полумиллиона долларов. После подачи ответного иска в суд со стороны Кэти Перри, судья Кристина А. Снайдер постановила снятие всех обвинений рэпера Flame с Кэти, заявив, что инструментал из 8 нот трека «Joyful Noise» не является оригинальным и похожие биты в музыке встречаются часто.
7 августа 2019 года состоялся «Capitol Congress», где певице была вручена памятная доска за сто миллионов сертифицированных копий синглов в США от Американской ассоциации звукозаписывающих компаний, она стала одним из пяти артистов с таким показателем (другие — Рианна, Дрейк, Тейлор Свифт и Эминем), а также первой на своём лейбле Capitol Records. Там же певица представила свой новый сингл «Small Talk», официальная премьера которого состоялась 9 августа.
12 августа манекенщик Джош Клосс, снявшийся в видеоклипе Кэти на песню «Teenage Dream», обвинил певицу в сексуальных домогательствах. Он заявил, что после съёмок она делала ему непристойные намёки, а на одной из вечеринок стянула с него штаны при всех. Также о харрассменте со стороны Перри рассказала российская журналистка Тина Канделаки.
16 октября певица представила новый сингл «Harleys in Hawaii». Песня получила смешанные отзывы критиков и стала первым синглом в карьере Перри, не попавшим в Billboard Hot 100.

### 2020—2023:SmileиPlay

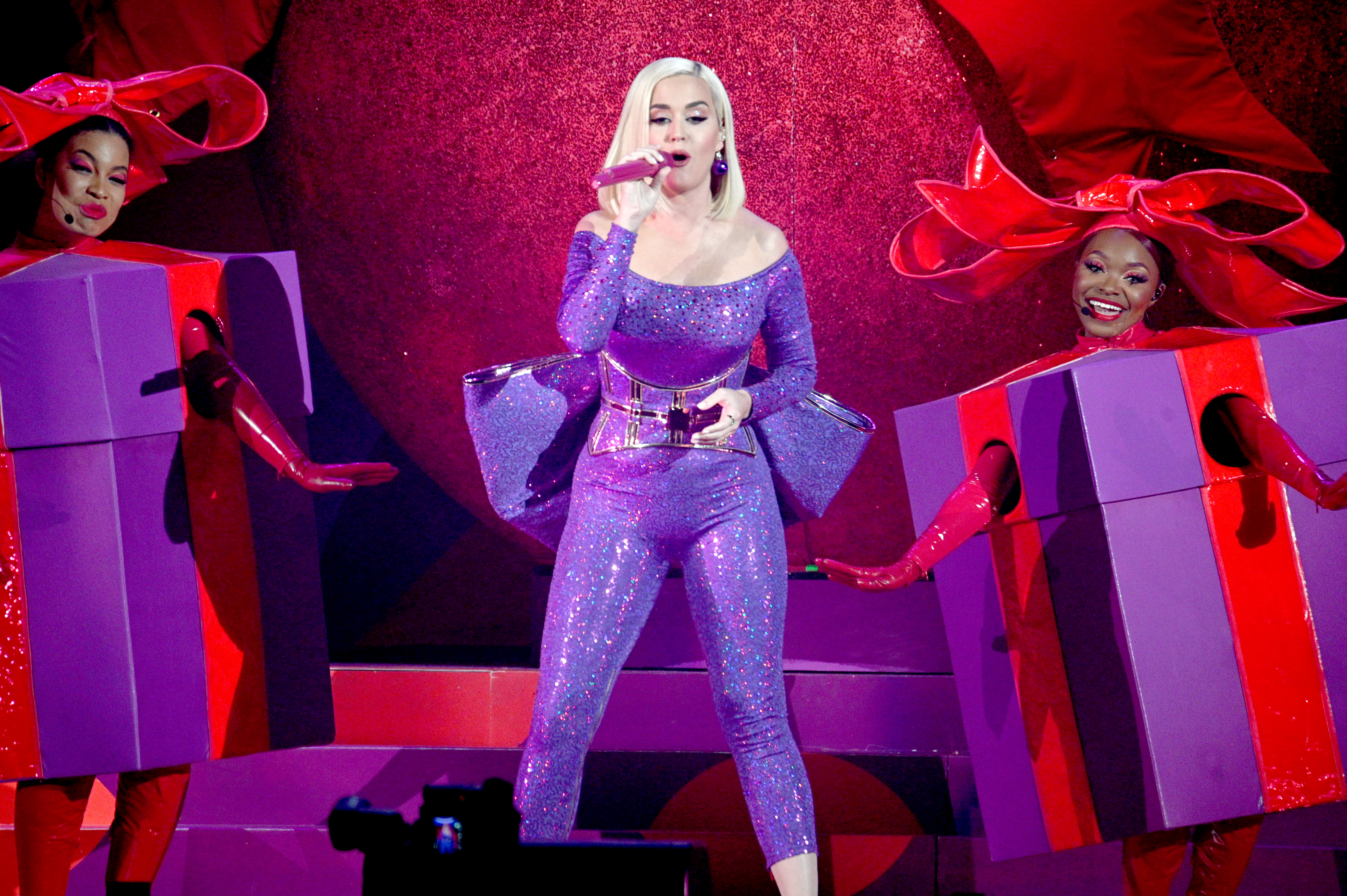
Перри исполняет «Cozy Little Christmas» на концерте в Роузмонте в декабре 2019 года

В 2020 году принц Чарльз назначил Кэти новым послом благотворительного фонда British Asian Trust, который принц основал в 2007 году. Его деятельность посвящена поддержке социально незащищенного населения Южной Азии и Великобритании. Однако пользователи соцсетей раскритиковали это решение, поскольку певица не является ни британкой, ни азиаткой, к тому же пропагандирует комплекс «белого спасителя».
5 марта 2020 года певица представила сингл «Never Worn White», песня была выпущена вместе с музыкальным клипом, через который она рассказала о своей беременности. 7 мая певица объявила о выходе лид-сингла «Daisies» со своего будущего альбома.
3 июля Кэти показала обложку грядущего лонгплея и раскрыла его название — Smile. На следующий день состоялся релиз одноимённого сингла, вместе с ним стал доступен предзаказ альбома. Релиз альбома состоялся 28 августа 2020 года. Он получил смешанные отзывы критиков, а также не стал коммерчески успешным, дебютировав только с пятого места в Billboard 200.
11 мая 2021 года певица анонсировала новый сингл «Electric», который станет частью празднования двадцатипятилетия медиафраншизы «Покемон», выход песни состоялся 14 мая. 12 мая того же года Перри объявила о том, что в декабре стартует её первая концертная резиденция под названием Play, которая будет проходить в театре Resorts World в Лас-Вегасе, изначально певица планировала дать шестнадцать концертов, впоследствии их число несколько раз увеличивали до 54 шоу.
25 октября 2021 года, в свой 37-й день рождения, Перри появилась на шоу Эллен ДеДженерес и в рекламе Gap Inc., где исполнила кавер на песню The Beatles «All You Need Is Love». В тот же день полная версия кавера стала доступна на стриминговых платформах. Спустя два месяца, 29 декабря, совместно с шведским диджеем Алессо Перри выпустила сингл «When I’m Gone».
31 марта 2022 года совместно с американским кантри-певцом Томасом Реттом певица выпустила дуэтный трек «Where We Started» с одноимённого альбома исполнителя, вышедшего на следующий день.

### 2024—настоящее время:143

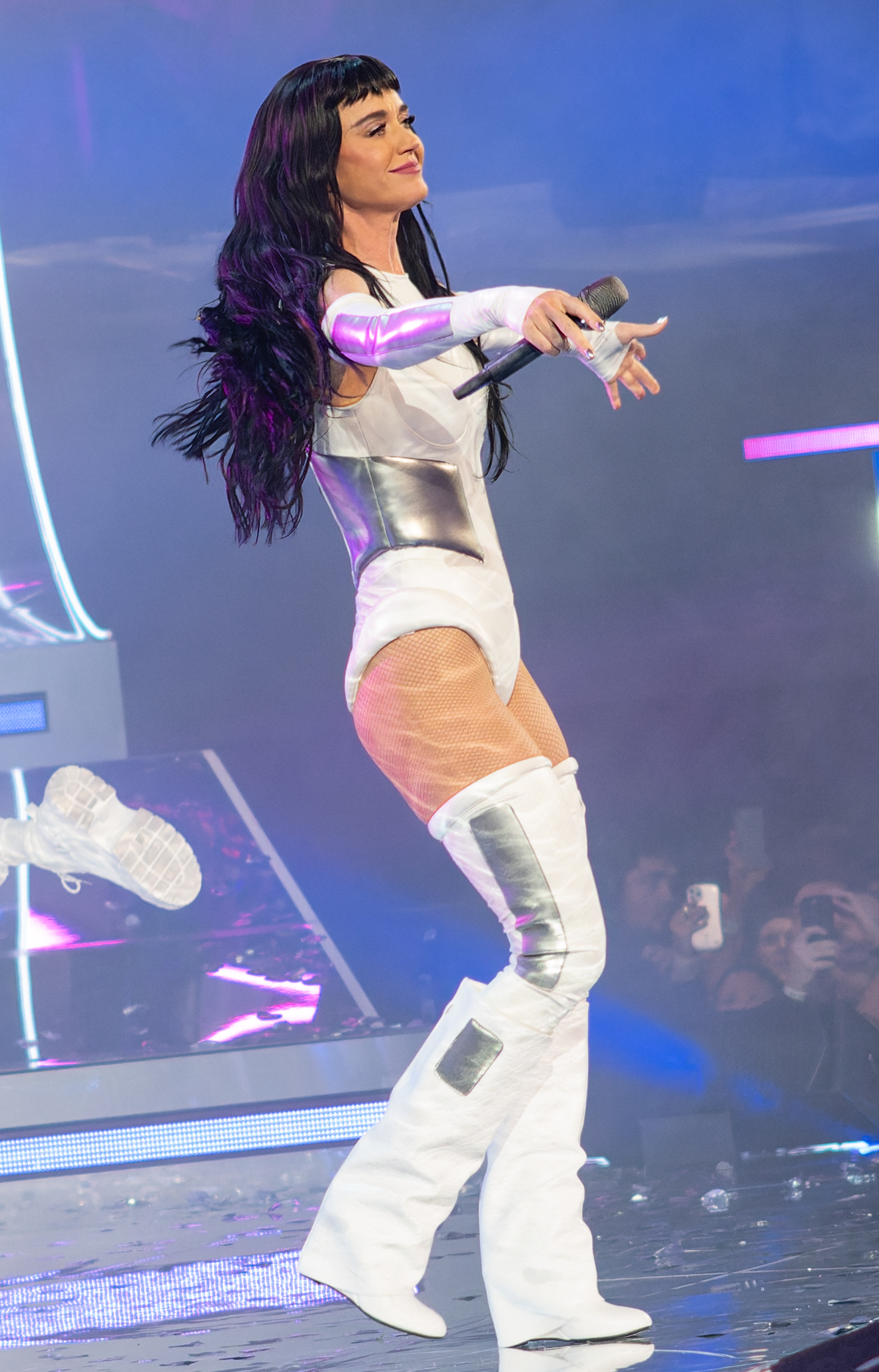
В 2024 году

Во время выступления в программе «Джимми Киммел в прямом эфире» в феврале 2024 года Перри объявила о своём уходе из American Idol после завершения двадцать второго сезона, сказав, что хочет «выйти и почувствовать пульс в своём собственном ритме» и выпустить новую музыку после того, как «побудет какое-то время в студии». Премьера сезона состоялась позже в том же месяце, и завершилась в мае. Она выпустила «Woman’s World», первый сингл со своего седьмого альбома, 11 июля 2024 года. Релиз альбома предваряли два других сингла: «Lifetimes» и «I’m His, He’s Mine» при участии Доичи.
Альбом под названием 143 был выпущен 20 сентября. Она описала его как «очень энергичный, очень летний, с очень высоким темпом» и «полный радости, любви и света». Альбом был встречен в основном негативными отзывами критиков, а саму Перри осудили за её решение поработать над ней с доктором Люком после обвинений певицы Кеши в сексуальном насилии против него. 11 сентября Перри получила MTV Video Music Award имени Майкла Джексона за авангардные видео на MTV Video Music Awards 2024 года. Она выступила на фестивале Rock in Rio 2024 года в день выпуска 143. Восемь дней спустя Перри была хедлайнером развлекательной программы перед игрой на австралийском гранд-финале AFL 2024 года. В декабре того же года она снимала выступление в Методистском центральном зале Вестминстера для специального выпуска под названием Katy Perry: Night of a Lifetime. Продюсером выступил Fremantle, премьера состоялась 21 декабря на ITV в Великобритании. 20 декабря 2024 года было выпущено расширенное издание 143 под названием 1432. Оно содержит четыре дополнительных трека, и Перри назвала его «ранним праздничным подарком» для своих поклонников.

## Оценки музыкальных критиков
Работы поп-певицы Кэти Перри чаще всего воспринимаются неоднозначно современными музыкальными критиками. Большинство обозревателей критикует Перри за повторное использование «формул» её синглов, если они становились успешными. Например, композиции «Last Friday Night (T.G.I.F.)», «Birthday» и «This is How We Do» сравнивались с её хитом «California Gurls», а «Part of Me» и «Roar» — с «Firework». Критицизм также коснулся и сотрудничества исполнительницы с готовой командой продюсеров — Dr. Luke и Максом Мартином. Так, издание Gawker нашло 226 избитых клише в текстах композиций с альбома Prism.
Дебютный альбом Перри Katy Hudson получил в целом положительные отзывы от критиков. Критик Allmusic Стивен Томас Эрльвин поставил 3 звезды из 5, заявив, что «Хадсон пытается отдать тяжёлый долг Аланис Мориссетт». Также Эрльвин сообщил, что некоторые тексты песен с Katy Hudson могут иметь сексуальную интерпретацию, но при этом отнёс их к «самым интересным вещам пластинки». Он описал звучание альбома как «подобие агрессивного». Автор издания Christian Today Руэсс Бреймайер оставил положительный отзыв о Katy Hudson, отметив стиль написания песен за «глубокую и хорошо сочетаемую эмоциональную энергию» в музыке Хадсон. Кроме того, он посчитал, что Хадсон — «молодой талант» и ожидает услышать больше материала в следующем году. Тони Каммингс из Cross Rhythms также написал положительную рецензию, назвав Перри «талантливой вокалисткой» и порекомендовав альбом читателям издания. Billboard остался доволен работой Хадсон, отметил её талант и классифицировал альбом как «многогранную и впечатляющую коллекцию современного рока».
Второй студийный альбом One of the Boys, выпущенный уже под сценическим именем Кэти Перри, получил неоднозначные отзывы критиков. Он получил 47 баллов из 100 на сайте агрегатора обзоров Metacritic на основании 18 профессиональных публикаций. Несмотря на некоторые неблагоприятные отзывы, альбом всё же получил несколько положительных откликов. Издание Billboard оставило положительный отзыв об One of the Boys, утверждая, что «ни один альбом со времён Jagged Little Pill не был наполнен таким большим количеством потенциальных хитов». Blender также написал положительную рецензию, похвалив стиль Перри и её лирику. В большинстве своём отзывы были негативные и смешанные. Обозреватель Allmusic Стивен Томас Эрльвин поставил альбому 2 звезды из 5, назвав альбом «гротескным символом всех несчастных проблем этого десятилетия». Издание Uncut опубликовало разгромную статью и заявило, что «Гвен Стефани будет нервничать». Slant Magazine написал, что «Перри не обладает твердостью характера и вокальным мастерством, а заглавный трек альбома — пародия на песню Just a Girl No Doubt без какой-либо индивидуальности и уверенности». NME оставило негативный отзыв, пояснив, что «Мадонне и Перис Хилтон, может быть, это нравится, но если Вы хотите получить истинное удовольствие от пластинки, не покупайте это».
Третий студийный альбом Перри, «Teenage Dream», также был принят со смешанными отзывами от музыкальных критиков. Он получил 51 балл из 100 на агрегаторе обзоров Metacritic на основании 19 профессиональных рецензий. Billboard поставил альбому 76 баллов, назвав Перри «умным и личностным автором песен». Издание New York Post назвало альбом «абсолютным успехом, который может побить рекорд альбома Майкла Джексона „Bad“ по количеству синглов первой величины с одной пластинки». Спустя год
пластинка «Teenage Dream» повторила данный рекорд с пятью хитами, достигшими первой строчки в Billboard Hot 100.
Entertainment Weekly также публикует положительную рецензию, в которой похвалил «стремление Перри быть главной поп-звездой». Положительные отклики были получены от редакторов изданий Los Angeles Times и The Boston Phoenix. Относительно положительный отзыв оставил редактор издания BBC Music, отметив «изобилие интеллигенции, индивидуальности и характера Перри». Издание Hot Press посчитало Teenage Dream «катастрофой для второй пластинки». Slant Magazine опубликовал разгромную рецензию, назвав Teenage Dream «худшей работой в карьере всех участвующих продюсеров». Однако самый негативный отзыв был опубликован Chicago Tribune, который воспринял музыку с альбома «шаблонной». Несмотря на негативный критический приём, Teenage Dream получил 8 номинаций на премию Грэмми.
Четвёртый альбом Перри Prism получил более тёплый приём от критиков. Prism получил 61 балл из 100 на сайте агрегатора обзоров Metacritic.

## Музыкальный стиль

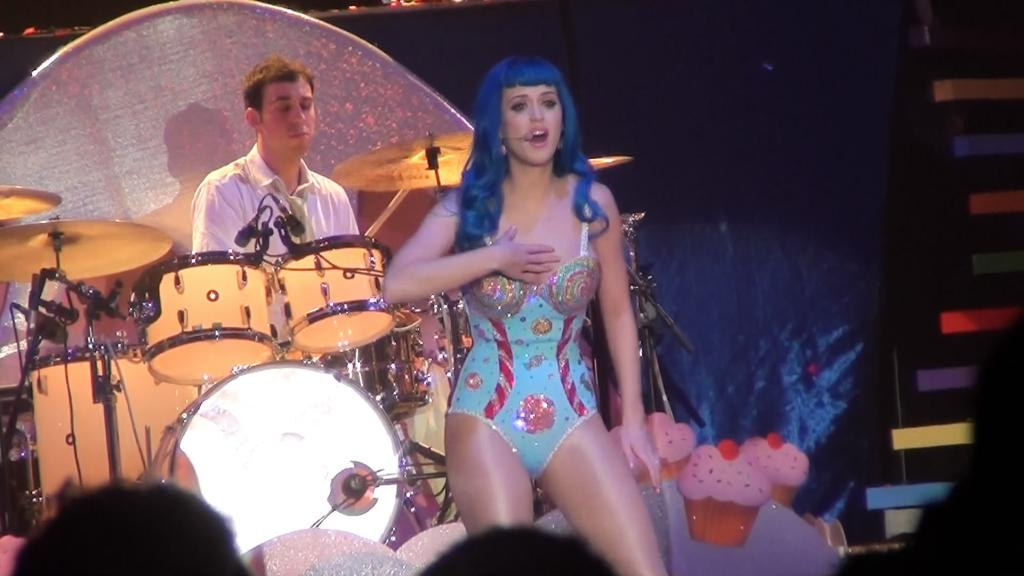
Перри исполняет «Firework» в California Dreams Tour, 2011 год

Первый альбом Перри Katy Hudson содержал композиции в жанре госпел музыки. В интервью она сообщала, что её перспективы в музыкальном плане были «немного замкнутыми и очень точные». При этом, музыка была непосредственно связана с церковью. Её второй студийный альбом One of the Boys был навеян альтернативной музыкой и отражает уход от религиозной музыки. Третий альбом Teenage Dream содержит большое количество поп-песен, где присутствуют такие жанры как электроника, пиано-поп, диско. Четвёртый студийный альбом Prism выполнен под влиянием шведской танцевальной музыки, но там также присутствуют некоторые религиозные музыкальные элементы. Особенно это заметно в композициях «Unconditionally», «Spiritual», «By the Grace of God». Темы альбома во многом различны: самоутверждение, реальная жизнь, отношения с людьми. Многие песни с альбома выполнены в стиле электронной танцевальной музыки.
В детстве Перри была увлечена музыкой Аланис Моррисетт и Queen. Перри рассказала, что Фредди Меркьюри вдохновил её на написание песен. На памятном вечере, посвящённом 65-летию Меркьюри, Перри произнесла речь, где выразила своё восхищение исполнителем. Композиция «Killer Queen» вдохновила Перри продолжить карьеру в поп-музыке после выхода её дебютного альбома в 2001 году. Она также выпустила свой третий парфюм под этим названием. Перри также называет альбом Аланис Мориссетт Jagged Little Pill одним из главных её вдохновителей при написании музыки. Музыкальные критики иногда сравнивают стиль написания песен Перри с уже устоявшимся стилем Моррисетт. В 2004 году Перри работала с продюсером Гленном Баллардом над студийным альбомом, который не вышел в свет. Альбомы Teenage Dream и Prism вдохновлены шведской музыкой, где Перри ссылается на работы ABBA, Ace of Base, The Cardigans. Кинематограф и книги также оказывают влияние на Перри. Её мировое турне The California Dreams Tour вдохновлено произведениями «Алиса в Стране чудес» и «Удивительный волшебник из страны Оз». Фильм «Колдовство» стал вдохновением для написания песни «Dark Horse», а песня «This Moment» отразила впечатления певицы от книги The Power of Now.

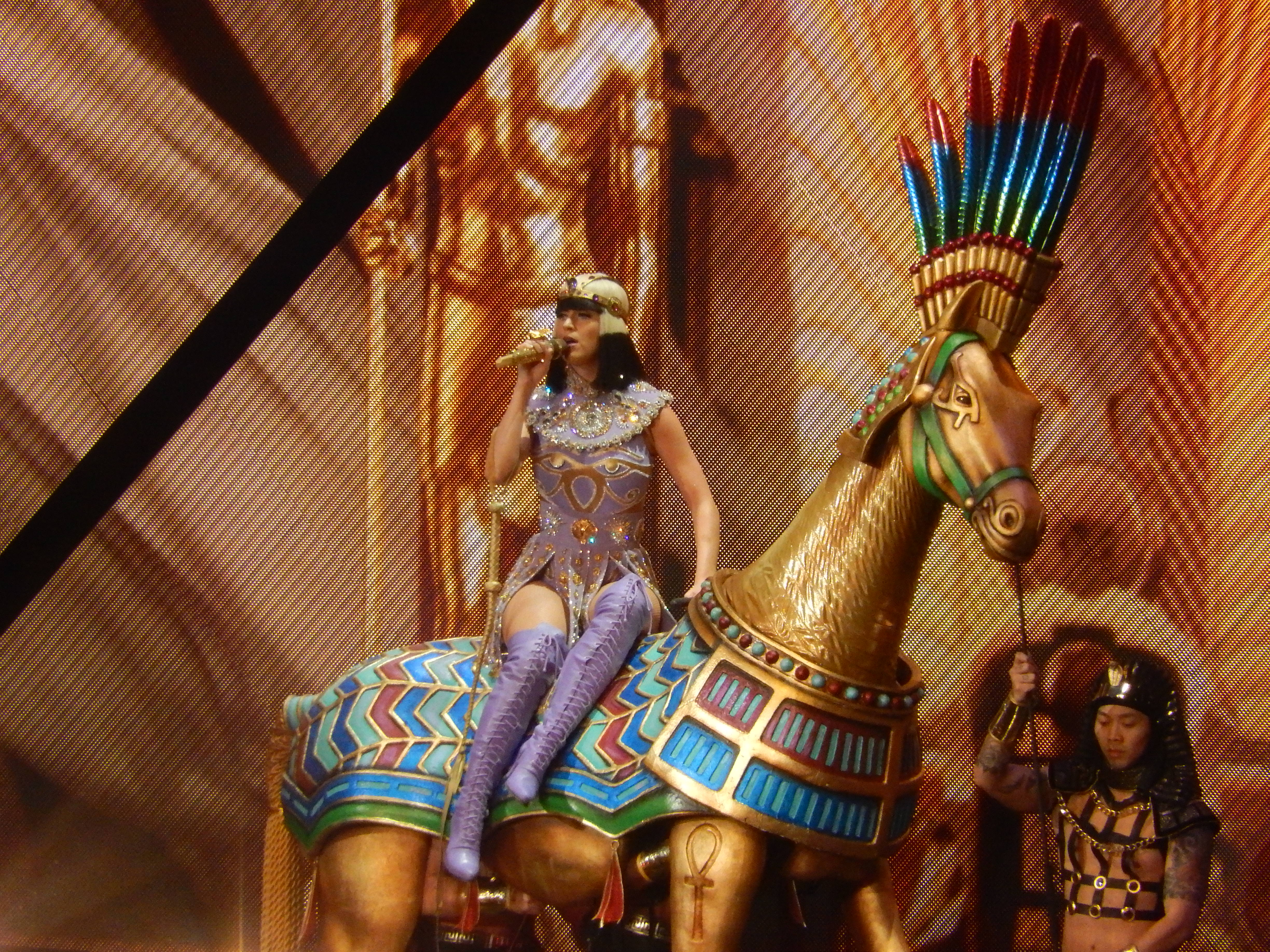
Перри исполняет «Dark Horse» во время Prismatic World Tour, 2013 год

Вокальным диапазоном Перри является контральто. Все свои песни Перри пишет сама или в соавторстве с другими композиторами. Также она играет на гитаре: пишет песни дома и позже представляет их продюсерам. Все песни вдохновлены определёнными моментами жизни исполнительницы. Большинством тем с альбома One of the Boys являются законченные отношения, подростковые приключения и различные жизненные ситуации. В августе 2008 года Перри опровергла слухи, что её родители были против её музыкальной карьеры, заявив, что «они меня любят и поддерживают». Исполнительница заявила, что они не были удивлены песней «Ur So Gay». Перри пишет песни для других артистов, в том числе для Эшли Тисдейл («Time’s Up»), Селены Гомес («Rock God», «That’s More Like It»), Бритни Спирс («Passenger»), Игги Азалия («Black Widow»).

## Личная жизнь
Кэти Перри встречалась с вокалистом американской группы Gym Class Heroes Трэвисом МакКойем, но в конце 2008 года рассталась с ним. Также она появилась в видео на песню этой группы «Cupid’s Chokehold».
В 2009 году певица начала встречаться с британским комиком Расселом Брендом. Помолвка c Брендом состоялась в Индии в новогоднюю ночь. Бракосочетание пары состоялось также в Индии 23 октября 2010 года.
30 декабря 2011 года Рассел Бренд подал документы на развод, указав в причине «непреодолимые разногласия». Также стало известно, что бывший супруг Кэти не стал претендовать на половину имущества своей бывшей жены. Официально бракоразводный процесс был завершён 14 июля 2012 года.
В 2012 году Кэти начала встречаться с музыкантом Джоном Мейером, отношения с которым завершились летом 2015 года. В настоящее время поддерживают дружеские взаимоотношения.
В феврале 2016 года Перри познакомилась с британским актёром Орландо Блумом на 73-й церемонии «Золотой глобус». С тех пор в прессе появились сообщения, что пара состоит в серьёзных отношениях, хотя ни певица, ни актёр этого не подтвердили лично. В конце февраля 2017 года Перри сделала официальное заявление, что она и Блум расстались после почти года отношений. Причиной разрыва стало то, что накануне церемонии награждения «Оскара» актёр увлёкся другой девушкой. Несмотря на это обстоятельство, пара продолжает довольно часто появляться вместе на публике. В 2019 году Кэти вновь заявила, что они с Орландо встречаются и сожительствуют. 14 февраля 2019 года стало известно, что Кэти обручилась с Орландо. 5 марта 2020 года стало известно, что пара ожидает появления своего первенца летом; новость о беременности Перри стала известна после того, как она появилась беременной в своём новом видеоклипе «Never Worn White». 3 апреля 2020 года стало известно, что у них будет дочь. 27 августа 2020 года Кэти опубликовала пост, что уже стала мамой. Дочь назвали Дейзи Дав Блум.

## Благотворительность
В апреле 2016 года Кэти Перри направила 1 миллион долларов донорской организации «Donors Choose». Деньги будут использованы для улучшения условий образования студентов по всему миру.

## Дискография
- Katy Hudson (2001)
- One of the Boys (2008)
- Teenage Dream (2010)
- Prism (2013)
- Witness (2017)
- Smile (2020)
- 143 (2024)

## Туры и резиденции
- Hello Katy Tour (2009)
- California Dreams Tour (2011—2012)
- Prismatic World Tour (2014—2015)
- Witness: The Tour (2017—2018)
- Play (2021—2022)
- The Lifetimes Tour (2025)

## Достижения
- Кэти Перри стала первым пользователем сайта Twitter, у которого число подписчиков превысило 50 миллионов[220]. На данный момент официальная страница Перри насчитывает 109 миллионов подписчиков[221].
- Альбом «Teenage Dream» является первым альбомом среди исполнительниц, пять синглов с которого добрались до вершины американского чарта Billboard Hot 100[222].
- Кэти Перри стала первым американским артистом, которому удалось возглавить российский радиочарт Tophit. Исполнительница занимала первую позицию чарта с песней «Hot n Cold» 15 декабря 2008 года[223].
- Перри является единственным артистом, чьи 6 синглов с одного альбома («Teenage Dream») возглавили чарт Billboard Pop Songs[224].
- Перри является единственным артистом, чьи 5 синглов с одного альбома («Teenage Dream») возглавили чарт Billboard Adult Pop Songs[225].
- Перри неоднократно устанавливала рекорды по самому высокому числу недельных ротаций. Синглы «California Gurls», «E.T.», «Last Friday Night (T.G.I.F.)» и «Roar» установили подобный рекорд. На данный момент, «Roar» удерживает данный рекорд с 16,065 недельных радиоротаций[226][227].
- По итогам 2018 года Кэти Перри возглавила рейтинг самых высокооплачиваемых певиц мира-2018, опубликованный журналом Forbes. Её доход за 2018 год составил 83 миллиона долларов[228].